# Panorama deutscher Kolonien

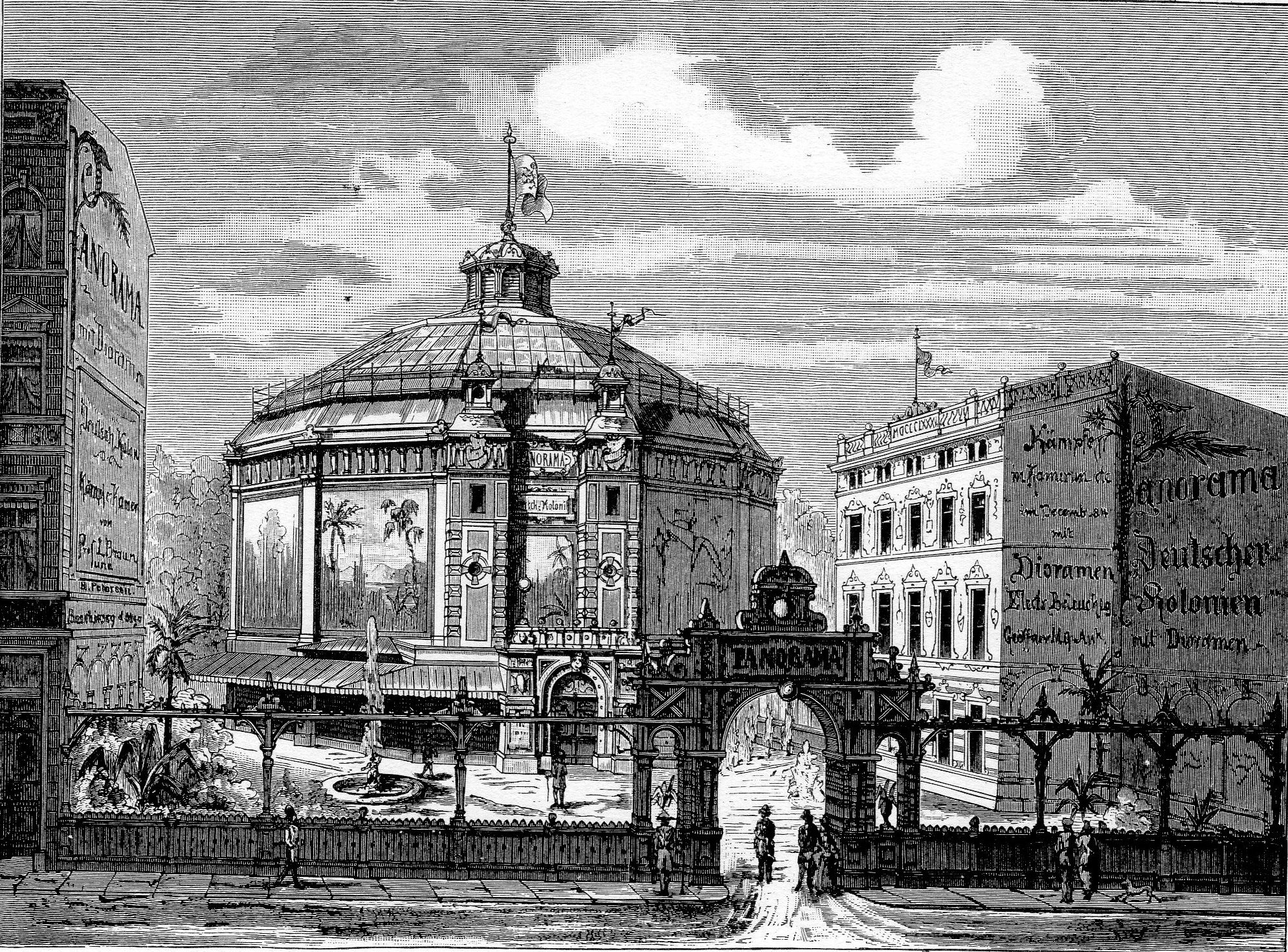
Panorama deutscher Kolonien in der Wilhelmstraße

Das Panorama deutscher Kolonien war eine in den 1880er Jahren errichtete Rotunde, in der ein 360-Grad-Panorama gezeigt wurde. Es befand sich in Berlin, Wilhelmstraße 10 / Friedrichstraße 236 im heutigen Ortsteil Berlin-Kreuzberg. Das Gebäude wurde 1891 abgebrochen.

## Geschichte und Beschreibung
Nachdem das Deutsche Reich in den Jahren 1884 und 1885 in die Reihe der Kolonialmächte eingetreten war, entwickelte sich ein starkes Interesse des Bürgertums an Literatur und bildlichen Darstellungen aller Art über die deutschen Kolonien in Afrika. Deshalb entstand in der Hauptstadt des Königreichs Preußen ein Panorama deutscher Kolonien. Es war nach dem National-Panorama in der Herwarthstraße am Tiergarten und dem Sedan-Panorama am Bahnhof Alexanderplatz das dritte Panorama in Berlin. Den Auftrag für das Rundbild mit einem Umfang von 115 Metern erhielt der aus Afrika zurückgekehrte Maler Hans Petersen. Er entwarf den landschaftlichen und maritimen Teil des Bildes, während der militärische Teil vom Münchener Schlachtenmaler Louis Braun stammte. Die eigentliche Darstellung führten die Maler Franz Biberstein, Leopold Schönchen (1855–1935), Günther und Ludwig Boller (Karlsruhe) aus. Dargestellt wurde die afrikanische Tropenlandschaft an der Mündung des Kamerunflusses und der Kampf unserer Marine im Dezember 1884 gegen die rebellischen Hickory- und Joß-Neger.
Der Bauunternehmer und Architekt Carl Planer ließ für das Panorama im Juli 1885 nach eigenen Entwürfen auf dem Hinterland seiner zuvor erworbenen Grundstücke Wilhelmstraße 10 und Friedrichstraße 236 einen Eisenfachwerkbau mit Kuppeldach errichten. Eine Besonderheit war die derzeit noch seltene elektrische Beleuchtung nach dem System Edison. Im Sockelgeschoss befanden sich außer der Kraftstation noch Ausstellungsräume mit ethnologischen Schauobjekten und drei großen, neun Meter breiten Dioramen. Diese zeigten den Empfang des befreundeten Königs Bell durch den Admiral Knorr auf der Kreuzerfregatte Bismarck, die Beschießung der Heckory-Stadt am 21. Dezember 1884 und das Innere einer deutschen Faktorei an der Goldküste.
Am 17. Dezember 1885 eröffnete das Panorama und wurde rasch zu einem vielbesuchten Objekt, sogar Angehörige des Herrscherhauses besichtigten es. Nachlassendes Interesse führte 1887 zur Verlegung nach Dresden und 1889 nach München.
In dem Gebäude an der Friedrichstraße zeigte Planer im Jahr 1888 ein Nordland-Panorama, das die Maler Josepf Krieger und Johann Adalbert Heine (1865–1910) angefertigt hatten. Es stellte Gebirgslandschaften von den Lofoten, dem Raftsund und den Vesterålen-Inseln in Norwegen dar. Ein Betrachter befand sich inmitten schneebedeckter Berge und eisiger Gletscher auf dem Berg Digermulkollen, den u. a.Kaiser Wilhelm II. auf seiner Nordkap-Fahrt am 21. Juli 1889 bestiegen hatte.
Im Sockelgeschoss des Gebäudes waren außerdem drei Dioramen zu sehen: Polarnacht in Hammerfest, Mitternachtssonne am Nordkap und Nordlicht an der Westküste Spitzbergens. Die Skizzen für die Gemälde hatten die Künstler an Ort und Stelle angefertigt.
Da sich dieses Panorama wirtschaftlich nicht halten konnte (wie die anderen oben genannten), wurde es 1891 geschlossen und das Gebäude in der Folge abgebrochen. Auf dem hinteren Teil des Grundstücks Friedrichstraße Nr. 236 eröffnete 1894 das Privattheater Lustspielhaus.